# Sztrabón

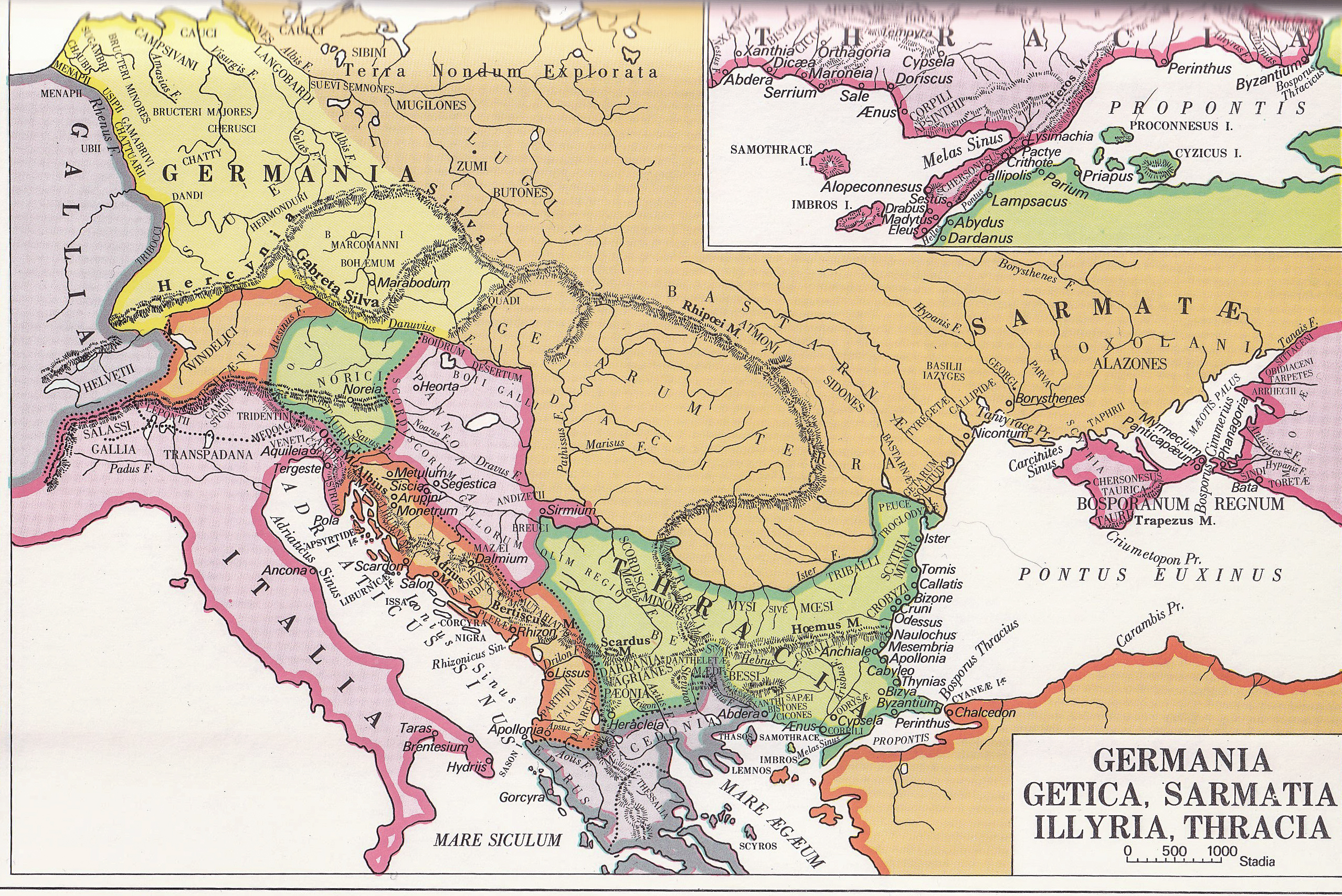
A Kárpát-medencének és környékének térképe Sztrabón alapján

Sztrabón (ógörögül: Στράβων, elterjedt átírásai Strabón, Strabon, latinul: Strabo), (Kr. e. 63 körül – Kr. u. 23 után) ókori utazó, földrajzi író. Anyai ágon a pontoszi uralkodóházzal, közelebbről IV. Mithridatésszel és V. Mithridatésszel jó viszonyban lévő családból származik. Egyesek szerint rokoni kapcsolat is fennállt, de ez nem bizonyítható. I. e. 64-ben, vagy legkésőbb i. e. 63-ban a pontoszi Amaszeia településen született. Ez a dátum csak a „Geógraphika hüpomnémata” című műve két utalásán alapul. Galatia három provinciára felosztása – amelyre i. e. 63–62-ben került sor – az ő életében történt, viszont Paphlagonia felosztása – amelynek dátuma i. e. 64 – a születése előtti. Halálának legkorábbi időpontját csak az időrendben utolsó, általa említett történeti esemény datálhatja, amely II. Juba halála 23-ban.

## Élete
Életéről semmilyen más egykorú forrás nem maradt fenn, mint amennyit a „Geógraphikában” magáról elárul, illetve amennyit abból ki lehet hámozni. Görögös műveltsége csak látszat, a hellászi görögöktől mindig elhatárolta magát, így lehetséges, hogy kappadókiai származású volt. Sztrabón maga apját sosem emlegeti, annál többet a görög származású, előkelő családból származó anyját. Az önálló Pontosz éppen születése körül szűnt meg létezni, és VI. Mithridatész legyőzésével cliens-királysággá alakult. Anyai nagyapja a rómaiak szolgálatába állt már VI. Mithridatész alatt, így a család átmeneti elszegényedés után a Római Birodalom keretei között ismét jómódra tett szert. Ez a jómód tette lehetővé Sztrabón számára, hogy egész életét kedvtelésének, az utazásnak és írásnak szentelhesse.
Pompeius gyermekeinek nevelője, nüszai Arisztodémosz retorikára és grammatikára tanította, és megismertette Poszeidóniosszal, a sztoicizmus legismertebb kortárs filozófusával. A „Geógraphika” II.3.8 szakaszában rosszallóan szól Poszeidóniosz peripatetikus irányváltásáról, ugyanakkor kitioni Zénónt a „miénknek” nevezi, így valószínűsíthető, hogy maga is sztoikusnak tekinthető.
A szeleukeiai Xenarkhosz, filozófiatanára peripatetikus volt, az ő említése arra utal, hogy Sztrabón már ifjú korában Rómában, vagy Alexandriában tanult. Türannión, a következő mester híres grammatikus volt, Cicero mindkét fia nála tanult. Egyes vélemények szerint a földrajz szeretetét is ő ébresztette Sztrabónban, de ez nem bizonyítható, mivel Sztrabón ezt kifejezetten sehol sem állítja, sem ő nem említi Türannión geográfusi munkásságát, sem semmilyen más fennmaradt geográfusi munka nem köthető Türannión nevéhez. Sokkal inkább a rodoszi Poszeidóniosz, aki rengeteg földrajzi tárgyú munkát írt, és Sztrabón a legnagyobb elismeréssel beszél róla. Élete során többször is járt Rómában (i. e. 44–35 körül, illetve 7-ben), sokat időzött Egyiptomban (i. e. 25–19), de öregségét szülővárosában töltötte. Utazásait részletesen nem fejti ki, Pontoszon és Phrügián kívül inkább csak a tapasztalatokat írja le, rendszerező szemlélettel.

## Művei
I. e. 27–25 körül fejezte be egy ismeretlen című történeti munkáját. A „Geógraphikában” megemlíti, hogy írt már egy ilyet is. A 43 (esetleg 47) könyv terjedelmű munkából mindössze 19 (vagy 17) töredék maradt fenn. Az első négy könyv a görög történelem i. e. 144-ig terjedően. Innentől a római polgárháborúk végéig írhatott. Az egyik töredék Caius Iulius Caesar meggyilkolásának csodálatos előjeleiről szól. Sztrabón nem alkotott önálló munkát, inkább kivonatolta korábbi szerzők műveit (Timagenész, Hüpszikratész, Caius Asinius Pollio, Artemisziai Apollodórosz, Métrodórosz, Theophanész, Quintus Dellius), ugyanakkor mintegy kiegészíti rodoszi Poszeidóniosz írását.
A Geógraphika hüpomnémata (ógörögül: Γεωγραφικά Ύπομνήματα), azaz Földrajzi feljegyzések című munkája általában csak röviden „Geógraphika” címen ismert. 17 könyvből áll, és csaknem hiánytalanul ránkmaradt.

## Magyarul
- Geógraphika; ford. Földy József, előszó Balázs János; Gondolat, Budapest, 1977